# SEAdLINNNG
SEAdLINNNG（シードリング）は、日本の女子プロレス団体。

## 概要
2015年6月11日、同年5月にスターダムを退団した高橋奈苗が、全日本女子プロレス・スターダム時代の後輩である夏樹☆たいようとともに、新会社「SEAdLINNNG」設立を発表。
「SEAdLINNNG」は「苗」を意味する「seedling」の造語であり、「海（Sea）を越えていくように」という意味も込められている。

## 歴史
2015年
- 6月、SEAdLINNNG設立。
- 6月23日、高橋奈苗がリングネームを高橋奈七永に改名[1]。
- 7月4日、夏樹☆たいようが南月たいように改名[4]。
- 8月26日、後楽園ホールにて旗揚げ戦を開催[5]。

2016年
- 2月1日、前年5月に引退した元スターダムの世IV虎が世志琥に改名し、同日付で入団[6]。
- 3月7日、世志琥が約1年ぶりに現役復帰[7]。
- 9月9日、ROHの女子部門「WOH」との業務提携を発表[8]。

2017年
- 1月27日、元JWPの中島安里紗が入団[9]。
- 2月27日、元ディアナのSareeeが入団[10]。
- 10月18日、Sareeeが退団[11]。

2019年
- 12月23日、花穂ノ利が生え抜き第1号としてデビュー[12]。

2020年
- 7月13日、海樹リコがデビュー[13]。

2021年
- 11月30日、花穂ノ利が退団[14]。
- 12月31日、高橋奈七永が退団[15]。

2022年
- 5月9日、イギリス出身のアマゾンが入団[16]。

2023年
- 9月11日、MoveOnPro-Wrestlingとの業務提携を発表[17]。
- 12月28日、海樹リコの無期限休業を発表[18]。

2024年
- 4月21日、光芽ミリアがデビュー[19]。
- 8月23日、中島安里紗が引退[20]。
- 11月1日、中島安里紗がマネージャー就任[21]。
- 12月27日、花穂ノ利が3年ぶりに復帰（再デビュー）[22]。

2025年
- 3月20日、風南ユキがデビュー[23]。
- 6月17日、望天セレネがデビュー[24]。

## タイトルホルダー
| タイトル                    | 保持者                | 歴代   |
| --------------------------- | --------------------- | ------ |
| BEYOND THE SEA SINGLE王座   | 真琴                  | 第12代 |
| BEYOND THE SEA TAG TEAM王座 | 笹村あやめ 青木いつ希 | 第14代 |

## 所属選手
- 世志琥
- アマゾン
- 光芽ミリア
- 花穂ノ利
- 風南ユキ
- 望天セレネ

## スタッフ
レフェリー兼コーチ
- 南月たいよう

レフェリー
- バーブ佐々木（フリー）

リングアナウンサー
- 富山智帆（フリー）

マネージャー兼コーチ
- 中島安里紗

## 歴代所属選手
- Sareee
- 高橋奈七永
- 海樹リコ
- 中島安里紗

## 歴代スタッフ
リングアナウンサー
- 水原英里（東京俳優生活協同組合）[25]

宣伝部長
- あぃりDX[26]

## 歴代役員
代表取締役社長
- 高橋奈七永（2015年6月 - 2021年12月）

## テーマ曲
- IN THE RAIN（DJ-g3 feat.サンプラザ中野くん）[27]